# Vægtklasser i boksning
Inden for boksning betegner en vægtklasse et standardiseret vægtspektrum inden for hvilket de to bokseres vægt skal holde sig. Bokserne vejes inden kampen for at sikre, at bokserne ikke overskrider de aftalte eller fastsatte rammer. Amatørboksere skal holde sig inden for vægtklassens øvre og nedre bånd, hvorimod det i professionel boksning er tilladt, at en bokser vejer mindre end det nedre bånd. 
De enkelte vægtklasser er standardiserede, men i professionel boksning er det muligt for en konkret kamp at aftale en vægt, der fraviger standarden. En sådan vægt benævnes "catch weight". 
Boksningens forskellige vægtklasser opstod gradvist op gennem 1800-tallet, hvor boksningen var sporadisk reguleret af London Prize Ring Rules. Selvom London Prize Ring Rules ikke omtalte vægtklasser, fandt mange arrangører det praktisk at opdele bokserne efter størrelse for på den måde at sikre en mere lige kamp. I England opstod begreberne letvægt og mellemvægt formentlig i starten af 1800-tallet. Siden kom bantamvægt og fjervægt til. Ved indførelsen af Queensberry-reglementet var det almindeligt at operere med vægtklasser. Oprindeligt var der kun fem vægtklasser (bantamvægt, fjervægt, letvægt, mellemvægt og sværvægt), men allerede i starten af 1900-tallet blev fluevægt indført, og kort efter fulgte weltervægt som en vægtklasse mellem letvægt og mellemvægt. Der blev således ved OL i 1904 i St. Louis kæmpet i syv vægtklasser. 
Letsværvægt blev introduceret i professionel boksning i begyndelsen af 1900-tallet, men blev hos amatørbokserne først introduceret omkring 1920. I 1920'erne forsøgte man især i USA at indføre junior-letvægt, letweltervægt og letmellemvægt for de professionelle boksere. Disse nye vægtklasser slog dog ikke rigtigt an, og de forsvandt igen i starten af 1930'erne. Først ved OL i 1952 i Helsinki blev der igen introduceret nye vægtklasser; denne gang i form af letweltervægt og letmellemvægt, der blev taget med på det olympiske program. Disse to nye vægtklasser var anerkendt i amatørboksningen, og slog herefter hurtigt an i professionel boksning. Der var herefter ro i en relativ lang periode, inden der fra 1970'erne og frem blev indført en betydelig mængde yderligere vægtklasser. For at komplicere tingene yderligere benyttes der forskellige betegnelser for de forskellige klasser alt efter, hvilken bokseorganisation der sanktionerer kampen, ligesom definitionerne afviger mellem mænd, kvinder og juniorboksere.
I 2010 gled fjervægt ud som vægtklasse for mandlige amatører (seniorer), men klassen benyttes fortsat for kvinder og boksere under 17 år.  

## Vægtklasser i professionel boksning
I professionel boksning benyttes i dag følgende vægtklasser (vægtgrænse angivet i amerikanske pund):
| Vægtklasse       | Pund      |
| ---------------- | --------- |
| Sværvægt         | Fra 200   |
| Cruiservægt      | 175 – 200 |
| Letsværvægt      | 168 – 175 |
| Super-mellemvægt | 160 – 168 |
| Mellemvægt       | 154 – 160 |
| Letmellemvægt    | 147 – 154 |
| Weltervægt       | 140 – 147 |
| Letweltervægt    | 135 – 140 |
| Letvægt          | 130 – 135 |
| Junior-letvægt   | 126 – 130 |
| Fjervægt         | 122 – 126 |
| Super-bantamvægt | 118 – 122 |
| Bantamvægt       | 115 – 118 |
| Super-fluevægt   | 112 – 115 |
| Fluevægt         | 108 – 112 |
| Let-fluevægt     | 105 – 108 |
| Stråvægt         | Til 105   |

Bokseforbundet WBO benævner cruiservægt som junior heavyweight.
Vægtklassen Super-cruiservægt er begyndt at blive benyttet, men er endnu ikke officielt anerkendt som en klasse, hvori der afholdes VM-kampe. 
WBC anerkender Atom-vægt (under 102 pund) i kvindeboksning. Klassen anerkendes ikke af øvrige forbund.

## Vægtklasser i amatørboksning

### Herrer
For mandlige amatører (seniorer og ungdomsboksere over 17) benyttes i dag følgende 10 vægtklasser, som defineret af AIBA (vægtgrænse angivet i kg):
| Vægtklasse     | Kg      |
| -------------- | ------- |
| Super-sværvægt | Fra 91+ |
| Sværvægt       | 81 – 91 |
| Letsværvægt    | 75 – 81 |
| Mellemvægt     | 69 – 75 |
| Weltervægt     | 64 – 69 |
| Letweltervægt  | 60 – 64 |
| Letvægt        | 56 – 60 |
| Bantamvægt     | 52 – 56 |
| Fluevægt       | 49 – 52 |
| Let-fluevægt   | 46 – 49 |

### Kvinder
For kvindelige amatører (herunder kvindelige ungdomsboksere 17-18 år) benyttes følgende 10 vægtklasser:
| Vægtklasse    | Kg      |
| ------------- | ------- |
| Sværvægt      | 81 –    |
| Letsværvægt   | 75 – 81 |
| Mellemvægt    | 69 – 75 |
| Weltervægt    | 64 – 69 |
| Letweltervægt | 60 – 64 |
| Letvægt       | 57 – 60 |
| Fjervægt      | 54 – 57 |
| Bantamvægt    | 51 – 54 |
| Fluevægt      | 48 – 51 |
| Let-fluevægt  | 45 – 48 |

### Olympiske klasser for kvindelige amatører
For kvindelige amatører (herunder kvindelige ungdomsboksere 17-18 år) benyttes i den Olympiske bokseturnering følgende 3 vægtklasser:
| Vægtklasse | Kg      |
| ---------- | ------- |
| Mellemvægt | 69 – 75 |
| Letvægt    | 57 – 60 |
| Fluevægt   | 48 – 51 |

### Junior boksere (piger og drenge)
For juniorboksere (15-16 år) benyttes følgende 13 vægtklasser:
| Vægtklasse     | Kg      |
| -------------- | ------- |
| Sværvægt       | 80 –    |
| Letsværvægt    | 75 – 80 |
| Mellemvægt     | 70 – 75 |
| Letmellemvægt  | 66 – 70 |
| Weltervægt     | 63 – 66 |
| Letweltervægt  | 60 – 63 |
| Letvægt        | 57 – 60 |
| Fjervægt       | 54 – 57 |
| Bantamvægt     | 52 – 54 |
| Let-bantamvægt | 50 – 52 |
| Fluevægt       | 48 – 50 |
| Let-fluevægt   | 46 – 48 |
| Stråvægt       | 44 - 46 |